# Olivier Delorme
Pour les articles homonymes, voir Delorme.
 (février 2021).
Si vous disposez d'ouvrages ou d'articles de référence ou si vous connaissez des sites web de qualité traitant du thème abordé ici, merci de compléter l'article en donnant les références utiles à sa vérifiabilité et en les liant à la section « Notes et références ».
Olivier Delorme est un écrivain et historien français né le 14 mars 1958 à Chalon-sur-Saône (Saône-et-Loire).

## Œuvres

### Romans
- Les Ombres du levant, Critérion, 1998
- Le Plongeon, H&O, 2002
- Le Château du silence, H&O, 2003
- La Quatrième Révélation, H&O, 2005
- L'Or d'Alexandre, H&O, 2008
- Comment je n'ai pas eu le Goncourt, H&O, 2009
- Tigrane l'Arménien, La Différence, 2017 ; réédité chez H&O en juin 2018
- Thémistocle, H&O, 2021

### Nouvelles
- Le tokay sonne toujours deux fois in Le Premier Festin, H&O, 2003
- Les Enfants de février in Tatouages, une histoire et des histoires, Les Belles Lettres, 2005
- Swing à l'hôtel des Roses, in Fantômes du jazz, Les Belles Lettres, 2006

### Histoire
- La Grèce et les Balkans, Gallimard, coll. « Folio histoire » (no 220-221-222), 2013, 704+800+816, 3 tomes (présentation en ligne) 2014 : Prix Mondes en guerre, mondes en paix décerné lors du 11e salon du livre d'histoire de Verdun[1].
- La Guerre de 14 commence à Sarajevo, Hatier, coll. « Récits d'historien », 2014, 127 p. (présentation en ligne)

### Essai
- 30 bonnes raisons pour sortir de l'Europe, H&O, 2016, 283 p. (présentation en ligne)

### Ouvrages collectifs
- Avec Bernard Tricot et Éric Dupin, Mémoires, Quai Voltaire, 1994
- Articles dans le Dictionnaire des relations internationales au 20e siècle, direction de Maurice Vaïsse, Armand Colin, 2e édition, 2005
- Avec Romaric Godin, Marie-Laure Coulmin Koutsaftis, Fabien Perrier, Thomas Lemahieu, Nikos Smyrnaios, Éric Toussaint, Rosa Moussaoui et Stefania Mizara, « La Fable du boa et du lapin », in Les Grecs contre l'austérité, Le Temps des cerises, 2015
- Dans Haut-Karabakh : Le livre noir, Éditions Ellipses, août 2022, sous la direction de Eric Denécé et Tigrane Yégavian, l'article « Grecs et Arméniens face à l'impérialisme turc de 1821 à nos jours », pp. 295-321

### Articles
- Avec Brigitte Stern et Habib Gherari, Guerre du Golfe, le dossier d’une crise internationale, 1990-1992, La Documentation française, 1993
- « Bernard Tricot et la négociation d'Évian » in Cahiers de la Fondation Charles-de-Gaulle, no 8, 2001
- « Dodécanèse » in Desmos-Le Lien no 2/2000
- « Entretien avec Jacqueline de Romilly » in Desmos-Le Lien no 10-11/2002
- « La France et la Grèce face à la question chypriote jusqu'en 1963 à travers les archives diplomatiques françaises » in Desmos-Le Lien no 16/2004, également publié dans le no 14, 2004 des Cahiers de la Fondation Charles-de-Gaulle
- « Aux origines de la Grande Catastrophe » in Desmos-Le Lien no 21/2006
- « Grèce : recomposition politique et ancrage européen » in Questions internationales, no 35, janvier-février 2009, La Documentation française
- « Yannis Tsarouchis ou l'Éros en maillot de corps » in Inverses - Littérature, Arts, Homosexualité no 9, 2009
- « Grèce : les racines du mal » (entretien) in Royaliste, pages 6/7, 6 octobre 2015
- « La Grèce : un pays fragilisé qui tient le choc » (entretien) in Conflits, 2020
- "Le traité de Lausanne" in Desmos-Le Lien, numéro 53-54, 2024, pp. 13-25.

### Préfaces
- Parce que c'était lui de Roger Stéphane, H&O, 2005
- Sur la barricade du temps de Títos Patríkios, Le Temps des cerises, 2015